# Sergei Jewgenjewitsch Saitschik
Sergei Jewgenjewitsch Saitschik (russisch Сергей Евгеньевич Сайчик; * 26. Februar 1957 in Molotow; † 5. Oktober 2000) war ein sowjetischer Skispringer.
Sergei Saitschik trainierte in der auf Skispringen spezialisierten Sportschule Letajuschtschi lyschnik (deutsch Fliegender Skifahrer) in der Stadt Perm am Ural. Sein erstes internationales Turnier sprang er mit der Vierschanzentournee 1975/76. Er sprang jährlich bis 1980 in der Tournee, blieb dabei jedoch eher erfolglos und konnte keine Platzierung in der Tournee-Gesamtwertung erzielen. Am 30. Dezember 1979 gab er im Rahmen des Auftaktspringens der Vierschanzentournee 1979/80 in Oberstdorf sein Debüt im Skisprung-Weltcup. Am 27. Februar 1980 konnte er in seinem ersten Springen nach der Tournee in St. Moritz mit Platz sieben erstmals unter die besten zehn springen und damit auch erste Weltcup-Punkte gewinnen. Auch in Gstaad gewann er mit Platz 11 weitere Weltcup-Punkte. Am 2. März 1980 sprang er in Engelberg noch einmal unter die besten zehn, bevor er seine Karriere auf Platz 51 der Weltcup-Gesamtwertung liegend, beendete.

## Erfolge

### Weltcup-Platzierungen
| Saison  | Platz | Punkte |
| ------- | ----- | ------ |
| 1979/80 | 50.   | 18     |